# Prosobonia
Genre
Prosobonia est un genre d'oiseaux limicoles de la Polynésie française. Il ne comptait que deux taxons éteints, jusqu'à sa fusion avec Aechmorhynchus en 2012, lui valant l'addition de deux espèces supplémentaires, dont une menacée mais vivante.

## Liste des espèces
D'après la classification de référence (version 14.1, 2024) de l'Union internationale des ornithologues, il y a 4 espèces (dont 3 éteintes) du genre Prosobonia (ordre philogénique) :
- † Prosobonia cancellata (Gmelin, JF, 1789) – Chevalier de Christmas ;
- † Prosobonia leucoptera (Gmelin, JF, 1789) – Chevalier à ailes blanches ;
- † Prosobonia ellisi Sharpe, 1906 – Chevalier d'Ellis ;
- Prosobonia parvirostris (Peale, 1849) – Chevalier des Tuamotu.

Auparavant, le Chevalier de Christmas (P. cancellata) et le Chevalier des Tuamotu (P. parvirostris) étaient placés dans le genre Aechmorhynchus.